# 白土武

白土 武（しらと たけし、1945年12月24日 - ）は、日本の男性アニメーター、アニメーション演出家、脚本家。別名、しらどたけし。東京都出身。

## 人物
漫画は中学生・高校生のころから好きでよく描いており、さいとう・たかをのファンで、さいとう宅にも遊びに行ったことがあったとのこと。その後何気なくテレビでアニメの『ジャングル大帝』を観て、アニメに興味を持ち始めたという。
最初は大学生の頃に見学に行ったことがある虫プロダクションに応募したが落選、アルバイトで作品を描いて漫画雑誌に送る仕事をしながら過ごした後、友人に勧められて1970年にハテナプロダクション入社、すぐに動画スタッフとして『巨人の星』に参加。1971年に独立してタイガープロダクションを設立。
いわゆるアニメーター系の演出家で、作画監督のみを務める場合もあれば、演出のみを務める場合もある。また、一つの作品で作画監督と演出を兼任することも多い。その時は作画監督を白土武、演出をしらどたけしと使い分けることもあった。基本的に東映動画での仕事が多いが、一時期オフィス・アカデミーや国際映画社の仕事に比重を移し、アニメ業界進出後間もなかった同社を支えている。アニメーション下請け制作会社・タイガープロダクションの代表取締役を、長年に渡り務めていた。

## 参加作品

### テレビアニメ
1969年
- アタックNo.1（作画）
- タイガーマスク（作画監督）

1971年
- ゲゲゲの鬼太郎（第2作）（作画監督）

1972年
- デビルマン（演出、作画監督）
- 科学忍者隊ガッチャマン（原動画）
- マジンガーZ（演出、作画監督）

1973年
- ミクロイドS（作画監督）
- ドロロンえん魔くん（キャラクターデザイン、作画監督）
- キューティーハニー（作画監督）

1974年
- ゲッターロボ（演出、作画監督）
- グレートマジンガー（演出、作画監督）
- 宇宙戦艦ヤマト（絵コンテ、作画監督）

1975年
- ゲッターロボG（演出、作画監督）
- 一休さん（演出、作画監督）
- 鋼鉄ジーグ（演出、作画監督）

1976年
- 大空魔竜ガイキング（キャラクターデザイン、演出、作画監督）
- ドカベン（絵コンテ、作画監督）

1977年
- UFOロボ グレンダイザー（作画監督）
- 惑星ロボ ダンガードA（作画監督）

1978年
- 宇宙戦艦ヤマト2（絵コンテ、作画監督）

1979年
- 宇宙空母ブルーノア（絵コンテ、原画）
- ザ☆ウルトラマン（絵コンテ）
- 宇宙戦艦ヤマト 新たなる旅立ち（チーフディレクター）

1980年
- 宇宙戦艦ヤマトIII（絵コンテ、演出、作画監督）

1981年
- めちゃっこドタコン（チーフディレクター、キャラクターデザイン、演出、作画監督）
- ハニーハニーのすてきな冒険（チーフディレクター、演出、作画監督）

1982年
- あさりちゃん（作画監督）

1983年
- The・かぼちゃワイン（作画監督）
- キン肉マン（演出、作画監督）
- ベムベムハンターこてんぐテン丸（演出、作画監督）

1984年
- らんぽう（絵コンテ）
- 北斗の拳（絵コンテ）

1985年
- ゲゲゲの鬼太郎（第3作）（演出）
- ハイスクール!奇面組（絵コンテ）

1987年
- ミスター味っ子（絵コンテ）

1988年
- 闘将!!拉麵男（演出）

1989年
- シートン動物記（監督, 絵コンテ、演出）

1991年
- キン肉マン キン肉星王位争奪編（シリーズディレクター、絵コンテ、演出）

1992年
- クッキングパパ（絵コンテ、演出）

2004年
- 超ぽじてぃぶ! ファイターズ（原作、監督）※監督は第2シリーズ「闘魂野球伝」まで

2007年
- 逮捕しちゃうぞ フルスロットル（原画）

2008年
- H2O -FOOTPRINTS IN THE SAND-（原画）
- ネットゴーストPIPOPA（絵コンテ）
- 薬師寺涼子の怪奇事件簿（原画）

2017年
- 笑ゥせぇるすまんNEW（作画監督）

2022年
- 「艦これ」いつかあの海で（原画）

2024年
- 終末トレインどこへいく?（原画）
- キン肉マン 完璧超人始祖編（原画）

### 劇場アニメ
1973年
- マジンガーZ対デビルマン（原画）

1977年
- 宇宙戦艦ヤマト（作画監督）

1978年
- さらば宇宙戦艦ヤマト 愛の戦士たち（原画）
- 一休さんとやんちゃ姫（作画監督）

1983年
- 宇宙戦艦ヤマト 完結編（チーフディレクター、絵コンテ）

1984年
- キン肉マン 奪われたチャンピオンベルト（監督）
- キン肉マン 大暴れ!正義超人（監督）
- 黒い雨にうたれて（監督、脚本）

1985年
- オーディーン 光子帆船スターライト（監督）
- ゲゲゲの鬼太郎（監督）

1990年
- クロがいた夏（監督、脚本、絵コンテ）

1995年
- ルパン三世 くたばれ!ノストラダムス（監督、絵コンテ）

1996年
- ルパン三世 DEAD OR ALIVE（原画）

2009年
- 宇宙戦艦ヤマト 復活篇（チーフディレクター、絵コンテ）

### OVA
1991年
- 俺の空 刑事篇（監督）

1992年
- 創竜伝（絵コンテ）

2007年
- やったぜ!なっとうボーイ（監督）

### ゲーム
1984年
- サンダーストーム（原画）

1985年
- 宇宙戦艦ヤマト（絵コンテ、原画）

### 漫画
2012年
- かちどきイレブン

2015年
- ポシェットブシュー

2018年
- たま子とおばぁ